# Alticonus gazini
Alticonus gazini és una espècie extinta de mamífer laurasiateri de la família dels periptíquids que visqué a Nord-amèrica durant el Paleocè inferior, fa entre 63,3 i 66 milions d'anys. Se n'han trobat restes fòssils a Colorado i Wyoming (Estats Units). Es tracta de l'única espècie coneguda del gènere Alticonus. És el representant més basal de la seva família. Era aproximadament igual de gros que un conill i es calcula que devia pesar uns 1.267,55 g. La seva morfologia dental fa pensar que es nodria d'aliments durs. Igual que Ectoconus, Maiorana i Periptychus, tenia un metacònid lingual gros a la quarta premolar inferior.